# Badische II b
Die Fahrzeuge der Gattung II b der Großherzoglich Badischen Staatseisenbahnen waren Schnellzug-Dampflokomotiven.
Diese Fahrzeuge waren als Nachfolgemodell für die Gattung II a gedacht und wiesen leicht veränderte Abmessungen auf. So waren die Treibräder vergrößert worden, und das Drehgestell wurde so weit nach vorne gerückt, dass die erste Achse neben den Zylindern lag. Mit diesen Maßnahmen konnten die Laufeigenschaften etwas verbessert werden. Da die Maschinen allerdings keine höhere Leistung erbrachten als ihre Vorgänger, stellte man nur zehn Exemplare her und entwickelte mit der Gattung II c eine völlig neue Lokomotive.
Die Loks verfügten über einen Belpaire-Stehkessel mit einem  hoch überbauten Stehkessel. Der Dom stand auf dem hinteren Kesselschuss. Der Außenrahmen bestand aus Blech mit 28 mm Blechstärke. Die Quer- und Längsverstrebungen waren damit fest vernietet. Die Federung der Kuppelräder erfolgte durch untenliegende Blattfedern mit Ausgleichshebel. Das Drehgestell hatte einen Innenrahmen, die Laufräder verfügten über obenliegende Blattfedern.
Die Fahrzeuge waren mit Schlepptendern der Bauart 3 T 12 ausgestattet.
Für die Deutsche Reichsbahn waren noch fünf Fahrzeuge vorgesehen. Sie sollten gemäß dem Umzeichnungsplan 1923 in die Baureihe 36.73 umgezeichnet werden. Vorgesehen waren die Nummern 36 7331 bis 36 7335. Zu einer endgültigen Umzeichnung kam es nicht mehr, da sie bis 1925 ausgemustert wurden.